# Manny Babbit
Pour les articles homonymes, voir Babbit.
Manuel Pina « Manny » Babbitt, né le 3 mai 1949 et mort le 4 mai 1999, est un meurtrier américain, ancien combattant de la marine américaine pendant la guerre du Vietnam. 
Il est reconnu coupable du meurtre d'une femme de 78 ans, Leah Schendel, lors d'un vol à Sacramento. Il a été exécuté par l'État de Californie par injection mortelle à la prison d'État de San Quentin, un jour après son cinquantième anniversaire. Le meurtre a été commis lors d'une série de viols et de vols et, le lendemain du meurtre, Babbitt a commis au moins une autre agression sexuelle.

## Biographie
Babbitt avait été blessé lors de la bataille de Khe Sanh en 1968 dans la province de Quảng Trị dans le sud du Vietnam. Dans le cadre de sa défense, il a déclaré souffrir du syndrome de stress post-traumatique (TSPT) qui, selon lui, lui avait valu de commettre ses crimes et de perdre ensuite tout souvenir de ces crimes.
Un an avant son exécution, alors qu'il se trouvait dans le quartier des condamnés à mort, Babbitt reçut une Purple Heart pour ses blessures subies à la bataille de Khe Sanh
Il a été enterré dans sa ville natale de Wareham au Massachusetts, le 10 mai 1999, avec tous les honneurs militaires.